# Ulmeni
Ulmeni, mai demult Șilimeghiu, (în maghiară Sülelmed, în germană Ulmendorf) este un oraș în județul Maramureș, Transilvania, România, format din localitățile componente Tohat și Ulmeni (reședința), și din satele Arduzel, Chelința, Mânău, Someș-Uileac, Țicău și Vicea.
Localitatea are o populație de 7.270 locuitori (2011) și a fost declarată oraș prin Legea nr. 83/2004, împreună cu alte trei localități din județul Maramureș: Tăuții-Măgherăuș, Săliștea de Sus și Șomcuta Mare.

## Etimologie
Etimologia numelui localității: din numele de grup ulmeni < antrop. Ulmu (< subst. ulm „specie de arbori cu scoarța netedă" < lat. ulmus) + suf. -eni.

## Geografie
Ulmeni este situat în nord-vestul României, în extremitatea sud-vestică a județului Maramureș, la limita cu județul Sălaj. Localitatea se află pe malul stâng al râului Someș, fiind primul oraș pe care acest râu îl străbate în județul Maramureș.
De orașul Ulmeni aparțin următoarele localități: Someș-Uileac, Vicea, Arduzel (sat cu populație majoritar maghiară), Țicău, Chelința, Mânău, în timp ce localitatea Tohat a fost asimilată orașului Ulmeni, devenind cartier.
Din punct de vedere al reliefului, atât localitatea Ulmeni, cât și satele aparținătoare, se suprapun unei situații de contact între Depresiunea Băii Mari, Dealurile Sălajului, Masivul Dealul Mare-Țicău și Piemontul Iadărei (parte a Piemontului Șomcutei), situație din care decurge un grad ridicat de favorabilitate în ceea ce privește umanizarea. Frumosul defileu Benesat-Țicău, creat de râul Someș prin adâncire epigenetică în cadrul rocilor metamorfice precambrian suprioare, mărește potențialul peisagistic al regiunii.
Căile de acces ale orașului Ulmeni sunt drumul județean DJ108A și magistrala IV feroviară.

## Istorie
Existența așezării sub forma denumirii Sylelmed (cea mai veche denumire) este atestată pentru prima oară pentru anul 1405 (Silelmed, Sylelmed)., într-o scrisoare a regelui Ungariei Sigismund de Luxemburg adresată Conventului Leles din Slovacia Orientală.
Prima atestare documentară a localității Ulmeni datează de la 1405, când apare cu numele de Silimeghiu. Mai apare și cu numele de Sulimediu în anul 1765, în Evanghelia tipărită la Blaj, nume care în traducere înseamnă solul mediu. Denumirea actuală datează din 1926, deși încă mai există persoane vârstice care folosesc numele vechi al orașului. Localitățile care aparțin de Ulmeni reprezintă și ele vechi așezări umane cu atestări documentare din secolele XIV-XV.

## Demografie
Componența etnică a orașului Ulmeni
     Români (49,06%)
     Romi (23,73%)
     Maghiari (20,37%)
     Alte etnii (0,13%)
     Necunoscută (6,72%)
Componența confesională a orașului Ulmeni
     Ortodocși (57,52%)
     Reformați (18,16%)
     Penticostali (13,61%)
     Martori ai lui Iehova (1,05%)
     Alte religii (2,28%)
     Necunoscută (7,37%)
Conform recensământului efectuat în 2021, populația orașului Ulmeni se ridică la 7.110 locuitori, în scădere față de recensământul anterior din 2011, când fuseseră înregistrați 7.270 de locuitori. Cei mai mulți locuitori sunt români (49,06%), cu minorități de romi (23,73%) și maghiari (20,37%), iar pentru 6,72% nu se cunoaște apartenența etnică. Din punct de vedere confesional, majoritatea locuitorilor sunt ortodocși (57,52%), cu minorități de reformați (18,16%), penticostali (13,61%) și martori ai lui Iehova (1,05%), iar pentru 7,37% nu se cunoaște apartenența confesională.

## Politică și administrație
Orașul Ulmeni este administrat de un primar și un consiliu local compus din 15 consilieri. Primarul, Lucian Ioan Titus Morar, de la Partidul Social Democrat, este în funcție din iunie 2017. Începând cu alegerile locale din 2024, consiliul local are următoarea componență pe partide politice:
|  | Partid                                 | Consilieri | Componența Consiliului | Componența Consiliului | Componența Consiliului | Componența Consiliului | Componența Consiliului | Componența Consiliului | Componența Consiliului | Componența Consiliului | Componența Consiliului |
|  | -------------------------------------- | ---------- | ---------------------- | ---------------------- | ---------------------- | ---------------------- | ---------------------- | ---------------------- | ---------------------- | ---------------------- | ---------------------- |
|  | Partidul Social Democrat               | 9          |                        |                        |                        |                        |                        |                        |                        |                        |                        |
|  | Uniunea Democrată Maghiară din România | 3          |                        |                        |                        |                        |                        |                        |                        |                        |                        |
|  | Forța Dreptei                          | 2          |                        |                        |                        |                        |                        |                        |                        |                        |                        |
|  | Partidul Național Liberal              | 1          |                        |                        |                        |                        |                        |                        |                        |                        |                        |

## Economie
Dintre domeniile de activitate ale acestei localiăți, pe lângă cele specifice sectorului primar, se evidențiază și câteva funcții ale sectorului secundar (fabricarea de profile de plastic pentru geamuri și uși termopan, prefabricate din beton, morărit și panificație). În ultimii ani, sectorul serviciilor reliefează o dinamică mai ridicată (rețea proprie de internet, mijloace moderne de transport, sistemului educațional de stat și privat).

## Educație
În acest oraș funcționează două instituții de învățământ preuniversitar : Liceul Tehnologic „Dr. Florian Ulmeanu” și Liceul Teoretic „George Pop de Băsești”.

## Personalități locale
- Petre Dulfu, poet, eseist și celebru autor de snoave (născut la Tohat, în anul 1856, decedat la București în anul 1953);
- Profesor doctor docent Florian Ulmeanu, unul din fondatorii Facultătii de Medicină sportivă din Bucuresti (născut la Ulmeni, în anul 1903, decedat în anul 1973, la București);
- Emil Gavriș, interpret român de muzică populară (nascut în anul 1915, în satul Chelința, decedat la București în anul 1989);
- Laurențiu Bran (1865 - 1942), preot, traducător;
- Radu Ulmeanu (n. 25 ianuarie 1946), poet și scriitor, Membru al Uniunii Scriitorilor din România;
- Vasile Morar (n. 1949), poet și scriitor, Membru al Uniunii Scriitorilor din România;
- Viorel Mureșan (n. 1953), poet; Membru al Uniunii Scriitorilor din România;
- Florica Bud (n. 1957) (n. 21 martie 1957, Ulmeni, Maramureș).[10] Poetă, prozatoare, publicistă Liceul „Gheorghe Șincai” Baia Mare și  Facultatea de Mine Petroșani (1981). Membru al Uniunii Scriitorilor din România, din 1998. Membru al Organizației Internaționale Poetas del Mundo. Director al Institutului Cultural Roman — Filiala Maramureș 2012-2013. Președintele Cenaclului Scriitorilor din Maramureș). Debut absolut: Revista literara Artpanorama, 1997, proză scurtă. Duhul oceanelor reci, Editura „Neuma”, Cluj-Napoca, 2020. Măturătorii Cerului, pamflete, Editura eLiteratura, București, 2018. The Man Who Killed My Soul on a Thursday, roman, Editura eLiteratura, București, 2017. Ultima noapte de dragoste, întâia noapte de sex, pamflete, Editura eLiteratura, București, 2016. Bărbatul care mi-a ucis sufletul într-o joi, roman, Ediție revizuită, Editura eLiteratura, București, 2016. Selected Poems, poeme, Editura Tracus Arte, Bucuresti, 2014.  Cu taxă inversă, iubirea, poeme, Editura Mașina de scris, București, 2013. Secol de vânzare, pamflete, Editura Mașina de scris, București, 2012. Mi-e dor de-o pohtă bună, Editura Mașina de scris, București, 2011. Pierd monopolul iubirii, volum bilingv româno-francez, Editura Ramuri, Craiova, 2010. Crucificat între paranteze, volum bilingv româno-francez, Editura Ramuri, Craiova, 2010. Stindardul dorințelor, volum bilingv româno-albanez, Editura Redacția revistei Albanezul, București, 2010.  Reparăm onoare și clondire, pamflete, Editura Limes, Cluj-Napoca, 2009.  Mariatereza sunt eu, romn, Editura Rao, București, 2007.  Bărbatul care mi-a ucis sufletul într-o joi, roman, Editura Dacia, Cluj-Napoca, 2005. Billclintonieni, Editura Eminescu, București, 1999. Cui îi place școala?, meditații pe o temă dată, Editura Odeon, București, 1997. Alergând prin sine, o sumă de proze, Editura Printek, Cluj-Napoca, 1996. Iubire, sînt un obiect nezburător, carte de debut, Editura Gutinul, Baia Mare, 1992. Premii: 2022: L’Accademia Internazionale Il Convivio conferisce Diploma D Onore a Florica Bud, Terza classificata al Premio „Pablo Netuda 2022” nella sezione „Autori in lingua straniera – Libro edito di Poesie” con l’opera Duhul oceanelor reci. 2020:L’Accademia Internazionale Il Convivio conferisce Diploma D Onore a Florica Bud, Concorso „Poesia, Prosa e Arti figurative” 2020, nella sezione „Libro edito – Autori stranieri” con l’opera Măturătorii cerului. 2019: Diplomă de Excelență -- pentru susținerea sentimentelor autentice românești „Dorurile” și „Iubirea”, acordat de către Academia Română, Institutul de Filozofie și Psihologie „Constantin Rădulescu-Motru”; 2017: Premiul Scriitorul Anului 2017 și Marele Premiu Pentru Literatură, acordat de către Consiliul Local și Primarul Municipiului Baia Mare. 2016: Premiul pentru proză, acordat de către Revista „Nord Literar”. 2014: Premiul pentru proză și publicistică, acordat de către Revista  Acolada, Satu Mare. 2011: Diplomă de Excelență pentru intreaga activitate și propășirea valorilor județului Maramureș, Baia Mare. 2011: Premiu special pentru promovarea culturii, Gala femeilor de succes ale anului 2010, Ediția a VII-a, 2011. 2010: L’Accademia Internazionale Il Convivo conferisce a Florica Bud Premio speciale per la Tematica al Premio „Poesia, Prosa e Arti figurative”, nella sezione „Libro edito – Poesia” con l’opera Je perds le monopole de l’amour. 2010: Diplomă, Festivalul Poeților din Balcani, Brăila. 2010: Premiul revistei Nord literar, pentru poezie. 2007: Diplomă — Oameni de seamă ai Sălajului, Zalău. 2006: Premiul de Excelență al Primăriei Sectorului 2, pentru contribuția la dezvoltarea patrimoniului cultural al literaturii române, București. 2006: Premiul Asociației Scriitorilor București, Bărbatul care mi-a ucis sufletul într-o joi. 1998: Premiul revistei Art-Panorama, București. 1993: Premiu — Concursul Cărțile anului 1992, Baia Mare, Iubire, sunt un obiect nezburător. 1991: Premiu — Concursul de proză și teatru Inspectoratul de Cultură, Baia Mare. 1990: Premiu — Concursul de literatură „Sorin Titel”, Ediția a IV-a, Caransebeș. Referințe în: XXX, Dicționarul General al Literaturii Române, Academia Română, Editura Muzeul Literaturii Române, București 2017. Scriitori ai Transilvaniei, Dicționar critic ilustrat alcătuit de Irina Petraș, Editura Eikon, Cluj-Napoca, 2014, p. 61. George Marcu, Personalități Feminine Contemporane din Romania. Dicționar biografic, Editura Meronia, București 2013, p. 84. Caiet Bibliografic Aniversar, Biblioteca Județeană „Petre Dulfu” Maramureș, 2008. Biblioteca Județeană „I.S. Bădescu” Sălaj: Oameni de seamă al Sălajului, Vol. II, Zalău, 2006, p. 332. XXX, Dicționarul General al Literaturii Române, Academia Română, Editura Univers Enciclopedic, 2005, p. 685. Vacanță în infern, Horia Gârbea, Editura Muzeul Literaturii Române, 2003,p. 106. O istorie a literaturii pentru copii și adolescenți, Iuliu Rațiu, Editura „Biblioteca Bucureștilor” 2003, p. 283. Scriitori din Maramureș, Ion, M.Mihai – analize și interpretări, Editura Limes, Cluj-Napoca 2003, p. 87. Autori Maramureșeni, Biblioteca Județeană „Petre Dulfu” Maramureș- dicționar biobibliografic, Editura Umbria, 2000, p. 95.
- Vianu Mureșan (n. 20 februarie 1969), scriitor, Membru al Uniunii Scriitorilor din România.